# 櫻井ゆりの
櫻井 ゆりの（さくらい ゆりの) は日本の女性タレント、ゲームタレント、ゲーム実況者。元王様のブランチリポーター、京都府出身。
2020年よりエヴァンゲリオン バトルフィールズ（EVABF）公式アンバサダーを務めている。

## 人物
アニメ、アニメソング、漫画、ライトノベル、ゲーム、などが好みで、兄の影響で4歳からゲーム、アニメを見て、ゲーム歴25年で今までプレイしたゲームタイトルは300を超す。RPG、格闘、スポーツ、シューティング、ソーシャルゲームとジャンルは幅広い。
テレビ東京一夜づけ、TBS王様のブランチに出演。趣味としてゲーム、神社巡り。弓道初段。好きなアニメのグッズを集めている。メイド検定3級。

## 出演

### テレビ番組
- テイバン・タイムズ（2020年2月2日、3月1日、4月～準レギュラー出演 BS朝日）
- 王様のブランチ（2014年1月11日 - 2016年3月31日、TBS） - ブランチレポーター
- 一夜づけ（2014年4月 -2015年3月 、テレビ東京） - レギュラー
- アイドルの穴2012〜日テレジェニックを探せ!〜（2012年、日本テレビ） - レギュラー
- Anime-TV（2012年9月17日、TOKYO MX）
- ジャパコンTV（2012年9月21日、BSフジ）
- 方言彼女。0（2012年10月8日 - 2013年3月25日、テレビ埼玉） - レギュラー
- スパルタンMX（2013年7月、TOKYO MX）

### イベント
- 「OMEN FAN EVENT Vol.3～フォートナイト～ゲスト（2021年1月7日）
- 「eRIZIN ～日本発、世界最高のゲームの祭典を～inさいたまスーパーアリーナ」司会（2019年12月31日）
- 「LEGION×フォートナイトゲーミングイベントin広島」司会（2019年12月14日,15日）
- 「REGZA×Amazonエディオンなんば本店イベント」司会（2019年10月26日,27日）
- 「DIG INTO GOOD GAMES」 SHIBUYAトライアウト 司会（2018年10月）
- 「DIG INTO GOOD GAMES」 ドラクエライバルズステージMC&大会エントリー（2018年3月）大会結果：2回戦敗退
- 「eSports第1回ギャラクカップ FIFA19&ストリートファイターV」実況解説（2019年4月）
- 「eスポーツを楽しもう！in ギャラクシティ」司会（2019年9月～2020年2月）
- バンダイナムコエンターテインメント 東京ドームイベント 司会&リポーター（2015年7月、2016年7月）
- ニコニコ闘会議 白猫プロジェクトステージイベント司会（2015年2月）

### ゲーム
- エヴァンゲリオンバトルフィールズ公式アンバサダー就任（2020年9月1日～現在）
- エヴァンゲリオンバトルフィールズ公式チャネル出演

### ドラマ
- マークスの山（2010年、WOWOW） - 女子大生 役
- マジすか学園2（2011年、テレビ東京） - ステゴロ学園の生徒 役
- 過ぎし日のゆくえ（2011年、WOWOW） - 女子大生 役

### ラジオ
- 「Weekend Fun レインボータウンFM」ゲスト出演（2020年2月29日）
- SIRアミューズメント放送局 アイドルリポーターのキセキ（2012年4月5日、下北FM）
- ラジオ鷲宮 大晦日サプライズ放送（2012年12月31日、ラジオ鷲宮）
- 櫻井ゆりのの本気! アニラブ〜漫画ゲームコスプレ!世界に通じるサブカルマスターへ!!〜(2013年10月11日 -2014年3月21日、超!A&G+)

### 雑誌
- ヤングマガジン（2011年）
- 週刊アスキー（2012年）
- Goo Bike（2012年）
- コンプティーク（2012年 - 、角川グループパブリッシング）
- コンプエース（2012年 - 、角川グループパブリッシング）

### ミュージカル
- らき☆すた≒おん☆すて（2012年9月20日 - 30日、シアターGロッソ） - 柊かがみ 役。

### 舞台
- WILD HALF〜奇跡の確率〜（2015年1月15日 - 18日、六行会ホール）- 北原美也 役

### CM
- セガ「東京ジョイポリス」インフォマーシャル（2012年）
- らき☆すた≒おん☆すて TVCM（2012年）
- コンプティーク TVCM（2012年9月）
- iPadアプリ『FIELD AiD SCOREBOOK』（2013年） - マネージャー藤本枝美（声の出演）

### ネット配信
- 元祖!パチンコ店ホールバラエティー グラホ西高島平のきっとクル☆（2012年3月 - 7月、ニコニコ生放送） - メインMC
- イジリー岡田と谷澤恵里香のコイバナ☆女子会！（2012年10月18日、アメーバスタジオ）
- イジリー岡田のグラビアわっしょい（2013年1月26日、アメーバスタジオ）
- ゆりのん式 プリンセス帝王学（2013年 - 2014年3月9日、Ustream）

### トークショー
- はんなりゆりのの日（2012年10月27日、UCESS THE LOUNGE）

### YouTube
- ゆりのんゲームチャンネル

### その他
- オンラインゲーム『パーフェクト ワールド -完美世界-』ミスエルフ
- 「Right-on.×方言彼女」コラボレーション（2012年）

## アイドル時代の参加ユニット

### アイドルユニット
- サンスポアイドルリポーター（SIR、2012年2月 - 2013年1月24日）
  - 2011年10月に応募者約300名の中からSIR候補生（SIR20）に選出され[1]、その後3か月の活動（サバイバルレース）により特別賞を受賞し、2012年2月より1年間正規メンバーとして活動した[2]。
  - イメージカラーはピンク。キャッチコピーは「笑顔全開！はんなりガール」。

### アイドル候補生
- 第2回ミスヤングチャンピオン候補生（2011年）
- 日テレジェニック2012候補生（2012年3月-6月）
  - 「アイドルの穴」に第10週目まで出演。準日テレジェニック2012・ベストがんばったで賞受賞。

## 備考
- 好きなアニメ: とくに『マクロスF』、「ガンダムシリーズ」、「ZOIDS」、「ポケットモンスター」、『カードキャプターさくら』、『ドラゴンボール』、『新世紀エヴァンゲリオン』、『聖闘士星矢』、『北斗の拳』などが好きで、週にアニメを100話以上見ることもあり、ジャンルや世代を問わず色々な作品に詳しい。兄の影響もあるという。
- 好きなアニメソング：「ダイアモンド クレバス」、「射手座☆午後九時 Don't be late」「放課後オーバーフロウ、「もってけ!セーラーふく」、「READY!!」、「God knows...」
- 好きな声優：坂本真綾、中島愛、松本梨香、森川智之、小野大輔
- 好きな漫画：『週刊少年ジャンプ』作品はほとんど読んでいる。好きな作品（連載終了作品を含む）は、『ONE PIECE』、『NARUTO -ナルト-』、『銀魂』、『BLEACH』、『暗殺教室』、『ピューと吹く!ジャガー』、『Mr.FULLSWING』、『幽☆遊☆白書』、『BLACK CAT』など。『ジャンプ』作品以外では、『高校デビュー』、『ストロボエッジ』、『烈火の炎』なども好きである。
- 好きなゲーム：「ポケットモンスターシリーズ」、「ウイニングイレブンシリーズ」「ファイナルファンタジーシリーズ」（特に『VII』、『VIII』、『IX』、『X』シリーズ）、「遊戯王」、「キングダム ハーツ シリーズ」、「星のカービィ」、「スーパーマリオシリーズ」、「バイオハザード」
- 好きなゲーム曲：「real Emotion/1000の言葉」
- 好きな食べ物：スイーツ、牛肉、カニ、イチゴ、モモ、メロン
- 得意料理：カレーライス、オムライス、ハンバーグ